# Blinker (Köder)

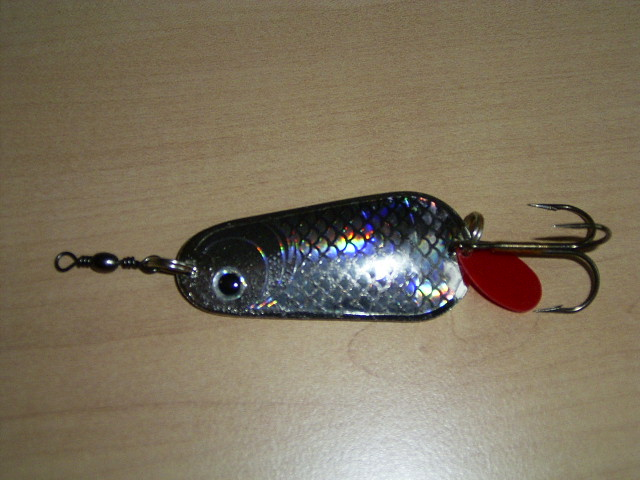
Ein Blinker

Ein Blinker oder Löffel (Schweiz) ist ein meist ovaler Kunstköder aus Metall, der zum Angeln auf Raubfische benutzt wird. 
Der glänzende Metallkörper ist auf seiner flachen Seite in eine Richtung ähnlich eines Löffels eingedrückt, was dazu führt, dass er beim Einholen regelrecht durchs Wasser torkelt und so einen kränkelnden Fisch imitiert, was für Raubfische eine attraktive Beute darstellt. Oft sind Blinker mit bunten Federn oder Plastikanhängen verziert, um ihre Anziehungskraft und somit die Fängigkeit zu steigern.
Neben ihrem einfachen Einsatz haben Blinker im Vergleich zu ähnlichen Kunstködern wie Spinnern oder Wobblern den Vorteil, dass sie auch vertikal unter der Rutenspitze geführt werden können. So ist es möglich, auch in anspruchsvollen Gewässern mit wenig Freiraum zum Werfen gezielt tiefe Stellen oder andere aussichtsreiche Angelplätze abzufischen.
Mit Blinkern fängt man meist Hechte oder Barsche sowie mit speziellen großen Modellen auch Welse, natürlich können auch andere Raubfische damit gefangen werden.

## Patent
1931/1934 ließ Dr. h. c. Alexander Behm aus Kiel einen künstlichen Fischköder, einen Blinker "aus (glänzend poliertem) Blech oder anderem Material" patentieren.